# Якорудчани
Якорудчани (единствено число якорудчанин/якорудчанка) са жителите на град Якоруда, България. Това е списък на най-известните от тях.

## Родени в Якоруда
А — Б — В — Г — Д –
Е — Ж — З — И — Й –
К — Л — М — Н — О –
П — Р — С — Т — У –
Ф — Х — Ц — Ч — Ш –
Щ — Ю — Я

### А
- Александър Иванов Лачев (1885 - 1976), български военен и общественик

### Б
- Богдан войвода (XVII век), организатор на съпротивата срещу потурчването в Разложко

### В
- Владимир Седлоев (1897 – 1948), български комунист
- Вълко Николов Бангеев (1889 - 1944), о.з капитан от артилерията, деец на ВМОРО.

### Г
- Ганчо Атанасов (1889 - ?) македоно-одрински опълченец, 1 на 6 охридска дружина, Сборна партизанска рота на МОО, в гръцки плен от 6 юли 1913 година до 10 март 1914[1]
- Георги Боков (1920 – 1989), деец на БКП
- Георги Бурев, български революционер, деец на ВМОРО
- Георги Вригазов (1874 – 1920), български революционер
- Георги Назарчев, български просветен деец
- Георги Паланков, главен снабдител с дървен материал на строежа на катедралата „Свети Александър Невски“ в София[2]
- Георги Парцов, деец на БЗНС, търговец

### Д
- Димитър Масларов (1868 - ?), български просветен деец и революционер

### Е
- Емилия Масларова (1949 – ), български министър

### И
- Иван Ананиев, македоно-одрински опълченец, 8 костурска дружина, носител на орден „За храброст“ IV степен[3]
- Иван Ботушанов (1874 – 1919), български революционер, деец на ВМОК
- Иван Масларов (1912 – 1992), бъларски комунистически деец
- Иван Рашков (1882 – 1922), бъларски просветен деец

### К
- Климент Вучев (р. 1937), български политик и инженер

### Н
- Назарчо Назарчев, български политик, социалист
- Никола Т. Бакалов, македоно-одрински опълченец, 23-годишен, работник, I клас, четата на Иван Вапцаров, 2 рота на Лозенградската паризанска дружина, 14 воденска дружина, носител на орден „За храброст“ IV степен[4]
- Никола Вардев (1834 – 1915), български книжар, революционер и юрист
- Никифор Попфилипов (1867 – 1942), български писател, краевед

### П
- Петър Захариев Джеджеров (1898 – 1944), български комунист, ятак[5]
- Петър Христов, български революционер
- Павел (Поп)Филипов Попов (1886 - 1924), завършил строително инженерство в Карлсруе.[6] Приравнен капитан в Българската армия през Първата световна война[7]

### С
- Светослав Николов Седлов (10 септември 1915 - ?), завършил в 1942 година медицина в Софийския университет[8]
- Стефан Лазаров, български опълченец, зачислен във II рота на I опълченска дружина на 14 май 1877 година, умрял преди 1918 г.[9][10]
- Стойко Ботушанов (1841 – 1877), български революционер
- Стойко Грашкин (1811 – 1867), български духовник и учител
- Стоян Табаков (1830-те – 1877), български книжар и революционер

### Т
- Тодор Македонски (1850 – 1900), български революционер

### Ф
- Филип Главеев (1860 – 1933), български революционер и учител
- Филип Стоянов (1840 – 1912), български просветен и църковен деец

## Починали в Якоруда
- Георги Вригазов (1874 – 1920), български революционер
- Стойко Грашкин (1811 – 1867), български духовник и учител

## Свързани с Якоруда
- Зорка Първанова (р. 1958), по баща Парцова, българска историчка, по произход от Якоруда
- Илия Колев (? – 1927), един от инициаторите за възстановяването на читалището в Якоруда (8 октомври 1922 г.), на което е председател до 1927 година. Председател е и на Управителния съвет на първата кооперация в Якоруда – „Земеделческо-спестовно земеделско сдружение Бъдещност“.